# Mazuca hebraica
Mazuca hebraica là một loài bướm đêm trong họ Noctuidae.